# رولاندو سرانو
رولاندو سرانو (اسپانیایی: Rolando Serrano‎; ۱۳ نوامبر ۱۹۳۸ – ۱۳ ژوئن ۲۰۲۲) بازیکن فوتبال اهل کلمبیا بود.
از باشگاه‌هایی که در آن بازی کرده‌است می‌توان به باشگاه ورزشی اتلتیکو جونیور، باشگاه فوتبال آمریکا ده کالی، و باشگاه فوتبال میلوناریوس اشاره کرد.
وی همچنین در تیم ملی فوتبال کلمبیا بازی کرده‌است.